# Maria Àngels Anglada
Maria Àngels Anglada i d’Abadal (* 9. März 1930 in Vic; † 23. April 1999 in Figueres) war eine katalanische Autorin.

## Leben
Maria Àngels Anglada wurde in der Carrer de la Riera, einer Straße im Altstadtviertel von Vic, als älteste Tochter des Schriftstellerpaares Joan Angela i Vilardebó (1895–1979) und Maria d’Abadal i Pedral (1905–2003) geboren.
Während des Spanischen Bürgerkrieges 1936–39 verbrachte die Familie drei Jahre in der baskischen Stadt Euzkati in der Region Donostia, wo Anglada erstmals eine Grundschule besuchte. Nach dem Sieg Francos kehrte die Familie 1939 zurück nach Vic.
Sie studierte klassische Philologie an der Universität Barcelona und beschäftigte sich mit der Übersetzung lateinischer und griechischer Klassiker ins Katalanische. Infolge ihrer philologischen Studien verfasste Anglada auch Bücher mit Geschichten über griechische Mythologie für junge Leser. Zudem schrieb sie für Literaturmagazine. Durch ihr schriftstellerisches Können erlangte sie erstmals bei einem Literaturwettbewerb im Jahr 1947 Aufmerksamkeit.

## Werk
Mit Publikationen in unterschiedlichen literarischen Genres, wie der Belletristik, Lyrik, Essayistik, Übersetzung und Literaturkritik etablierte sich Anglada in ihrer Heimat. Sie schrieb zwölf Prosawerke, vier Lyrikbände, sieben Kinder- und Jugendbücher sowie Essays und Übersetzungen.
Der bekannte katalanische Autor und Literaturkritiker Jaume Cabré, der sich mit Angladas Werken beschäftigte, beschrieb sie in folgenden Worten: „Maria Àngels Anglada richtete ihr Leben auf drei Welten aus: Vic (ihrer Heimatstadt), die Alt Empordà und ihr geliebtes Griechenland. Sie ist eine universelle Lyrikerin, die Romane verfasst.“
Für ihren Roman Les Closes (1978) erhielt sie den Josep Pla Preis. Weiterhin erhielt sie den Literaturkritikpreis Kataloniens (Premi de la Critica de narrativa Catalana) und Lyrik-Gold-Preis (Lletra d’Or) für ihren Lyrikband Sandalines d’escuma. 1991 wurde sie Mitglied des Institut d’Estudis Catalans (Institut für katalanische Studien).
Ihre bekannteste Arbeit ist Die Violine von Auschwitz (El violí d’Auschwitz), die 1995 mit dem katalanischen Preis Buch des Jahres (Premi Novel·la de l’Any) ausgezeichnet wurde. In Katalonien verkaufte sich der Roman über 100.000 Mal. 2009 legte der Luchterhand Literaturverlag, München, den Roman, von Theres Moser übersetzt, auf (ISBN 978-3-630-87326-8). Rezension

## Auszeichnungen und Ehrungen
- 1978: Josep Pla Preis für Les closes
- 1985: Premi de la Crítica de narrativa catalana (Literaturkritikpreis Kataloniens) für Sandálies d’escuma
- 1986: Lletra d’Or (Lyrik-Gold-Preis für Sandàlies d'escuma)
- 1995: Premi Novel la de l’Any (Preis Buch des Jahres) für Die Violine von Auschwitz
- 1999: Premi Octavi Pellissa für ihren Kurzgeschichtenband Nit de 1911
- 1991: Mitglied des Institut d’Estudis Catalans
- 1994: Creu de Sant Jordi (Kreuz des Heiligen Georg): höchste Auszeichnung der Generalitat de Catalunya
- 1996: Adoptivtochter der Stadt Figueres

## Publikationen
Romane
- Les closes (Premi Josep Pla, 1978)
- No em dic Laura (1981)
- Viola d’Amore (1983)
- Sandàlies d’escuma (Premi Lletra d’Or i Premi de la Crítica de narrativa catalana, 1985)
- Artemísia (1989)
- La daurada Parmèlia i altres contes (1991)
- L’agent del rei (1991)
- El violí d’Auschwitz (1994, Premi Novel·la de l'Any 1995)
- Quadern d’Aram (1997)
- Nit de 1911 (Premi Octavi Pellissa, 1999)

Lyrik
- Díptic, en col·laboració amb Núria Albó (1972)
- Kiparíssia (1980)
- Columna d’hores (1990)
- Arietta (1996)

Prosa
- Aproximació a la poesia de Salvador Espriu, dins Salvador Espriu en els seus millors escrits (1974)
- Viatge a Ítaca amb Josep Carner (1982)
- Paisatge amb poetes (1988)
- Sonstiges
- Sebastià Casanovas i Canut, Memòries d’un pagès del segle XVIII, ed. M. À. Anglada i Jordi Geli (1978)
- Relats de mitologia: els déus (1996)
- Relats de mitologia: els herois (1996)
- Retalls de la vida a Grècia i Roma (1997)